# 城隍庙街
城隍庙街是平遥古城的一条街，东西走向，西起南大街鸡市口，向东伸展至平遥天主堂前，得名于路北的平遥城隍庙。
城隍庙街原长438米。宽5．2米。1970年代街道向东延伸至城墙，新辟新东门，长度增至565米。
城隍庙街沿街多寺庙，原有太子寺、文庙、三官庙、娘娘庙、灶君庙、财神庙、天主堂。民国初年，新开办的新式学堂多借庙宇办学。街西口的牌坊，名“迎祥坊”。

## 交汇街巷
- （西端）南大街

## 著名地点

### 古迹
- 平遥文庙，城隍庙街120号，第五批全国重点文物保护单位，编号5-240
- 平遥城隍庙，城隍庙街51号，第六批全国重点文物保护单位，编号6-483